# Гаар, Георг
Георг Гаар (нем. Georg Haar, 17 ноября 1887, Веймар — 22 июля 1945, Веймар) — немецкий юрист, коммерсант и коллекционер древнерусских икон.

## Биография
Георг Гаар родился в семье торговца тканями в чине советника коммерции, основавшего в 1868 году крупнейший в Веймаре универмаг женской и детской одежды, позднее: Дом моды Макс Гаар (Modehaus Max Haar). В 1897—1906 годах Георг Гаар посещал гуманитарную гимназию Вильгельма Эрнста в Веймаре (Wilhelm-Ernst-Gymnasium Weimar). Затем в течение одного семестра изучал право в Лозаннском университете. С 1906 по 1907 год он проходил военную службу в Ханау. Затем продолжил учёбу в Рейнском университете имени Фридриха Вильгельма в Бонне (1907—1909), и в Университете имени Фридриха Шиллера в Йене. 7 ноября 1910 года Георг Гаар получил учёную степень доктора философии и юриспруденции.
В 1914 году Гаар был назначен судебным заседателем. Работал юристом в Веймаре и Брауншвейге. Ещё в студенческие годы Георг Гаар увлёкся литературой и историей искусства. Написал и издал трактат о «Лаокооне» Лессинга и сборник юношеских стихотворений.
В годы Первой мировой войны был на восточном фронте. Вероятно, именно там он впервые познакомился с убранством православных церквей и древнерусскими иконами, там же начал собирать свою коллекцию. По возвращении в Веймар стал изучать историю древнерусского искусства по изданиям классиков немецкого искусствознания. Подтверждением этому является частично сохранившаяся собранная им библиотека. К 1945 году она насчитывала около 2000 томов, в том числе произведения классиков русской литературы, книги по истории изобразительного искусства. В библиотеке имелась книга В. В. Кандинского «Точка и линия на плоскости», вероятно, он был знаком с автором и поддерживал дружеские отношения с писателями, издателями и художниками, будущими преподавателями Баухауса.
С 1920 года Георг Гаар служил нотариусом в Веймаре. В 1933 году женился на Анне Кароле Фелиситас фон Холтум из Брауншвейга. Усыновил двоих детей, оба погибли на фронте Второй мировой войны. После смерти отца в 1936 году Георг стал управлять семейной фирмой, но затем, увлёкшись искусством, перепоручил все дела жене и брату.

## Вилла Гаар и коллекция древнерусских икон
В 1885 году вблизи «Садового домика» И. В. Гёте у берега реки Ильм архитектор О. Минкерт построил виллу для юриста Вернера Фойгта. Вилла выстроена по образцу Виллы д’Эсте в Тиволи, только «в миниатюре». В 1905 году виллу купил отец Георга Гаара. С 1922 года Георг Гаар через немецких коммерсантов и антикваров начал активно приобретать произведения древнерусской иконописи, в том числе у знаменитых коллекционеров, например у Э. Кассирера. В своей работе он опирался на каталоги и статьи российских коллекционеров и иконологов.
После американской оккупации и последующего входа советских войск в Веймар 22 июля 1945 года Георг Гаар с женой покончили жизнь самоубийством на собственной вилле. В своем завещании от 6 июня 1945 года Георг Гаар сделал своим единственным наследником город Веймар.
Гаар также поставил условие, что на его вилле должен быть создан дом для сирот войны с сохранением названия «Вилла Гаар». Все доходы от коммерческих предприятий семьи должны быть использованы для финансирования приюта. В 1994 году после ряда бюрократических препятствий рядом со старым зданием построили новое: молодёжный центр «Villa Felicitas».
Основная часть книжного собрания была передана Библиотеке федеральной земли Тюрингия. Все иконы (по завещанию 1943 года) становились «неделимым фондом» и частью Художественных собраний города Веймар. С 1945 года они находятся в музее Веймарского замка.
На бывшем здании универмага Гаара в Веймаре помещена мемориальная доска, посвящённая основателю коллекции, его жене и их общей судьбе.